# Hornstatt

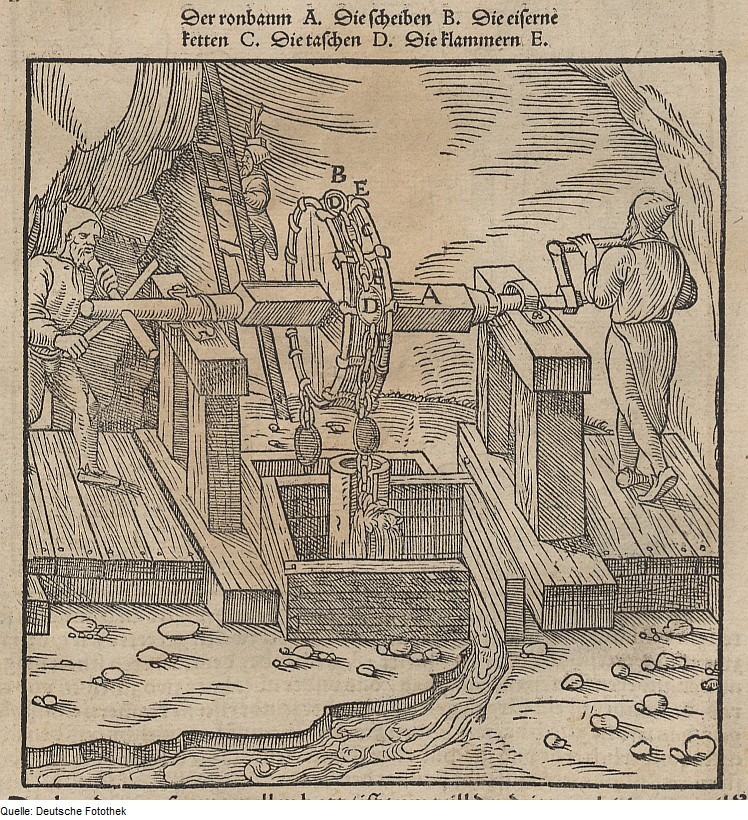
Frühe Darstellung einer Heinzenkunst mit Hornstatt (Georgius Agricola, Berckwerck Buch, 1580)

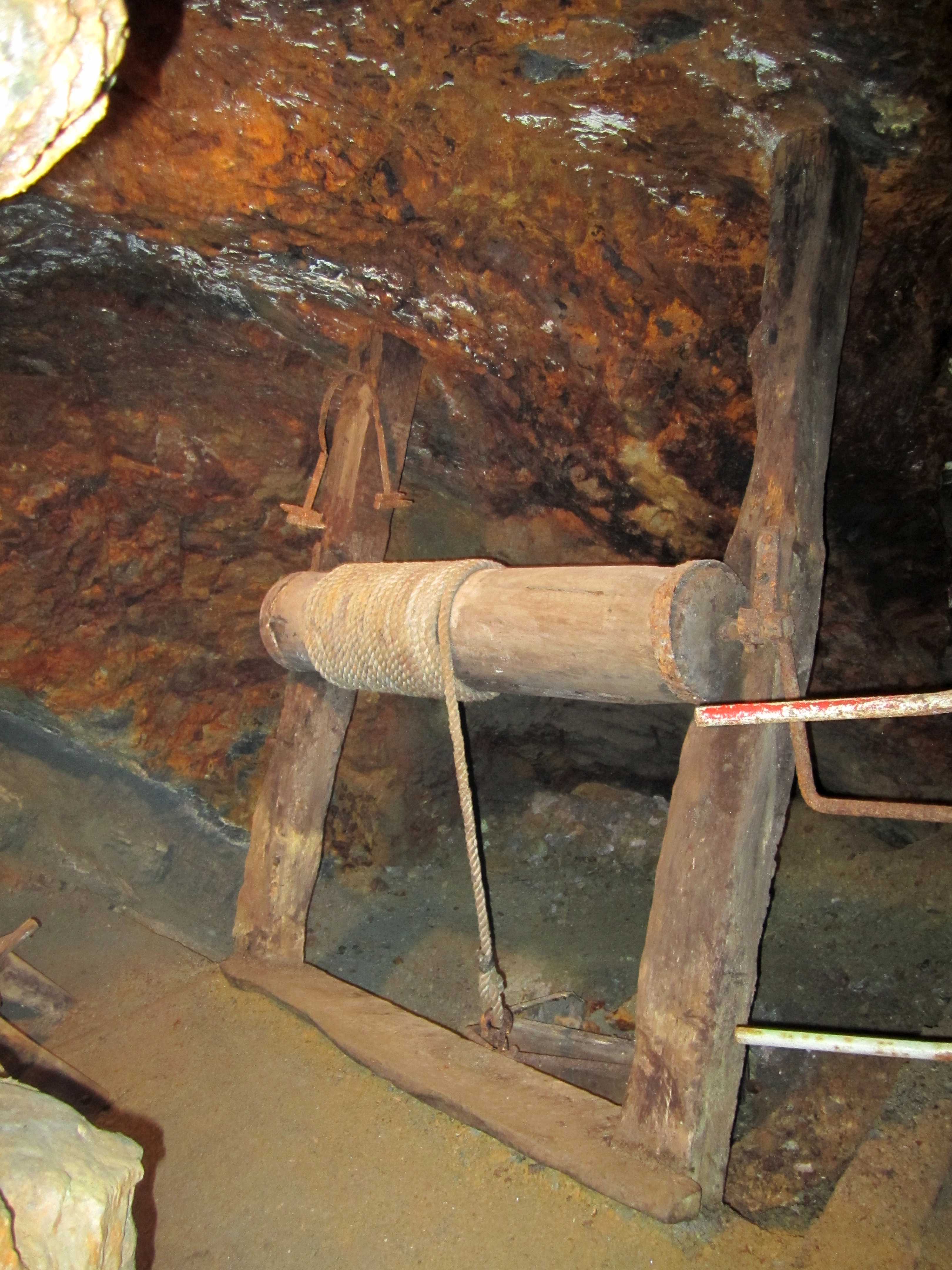
Hornstatt mit zweimännischem Haspel, Grube Glasebach, Harzgerode 2013 (rekonstruiert)

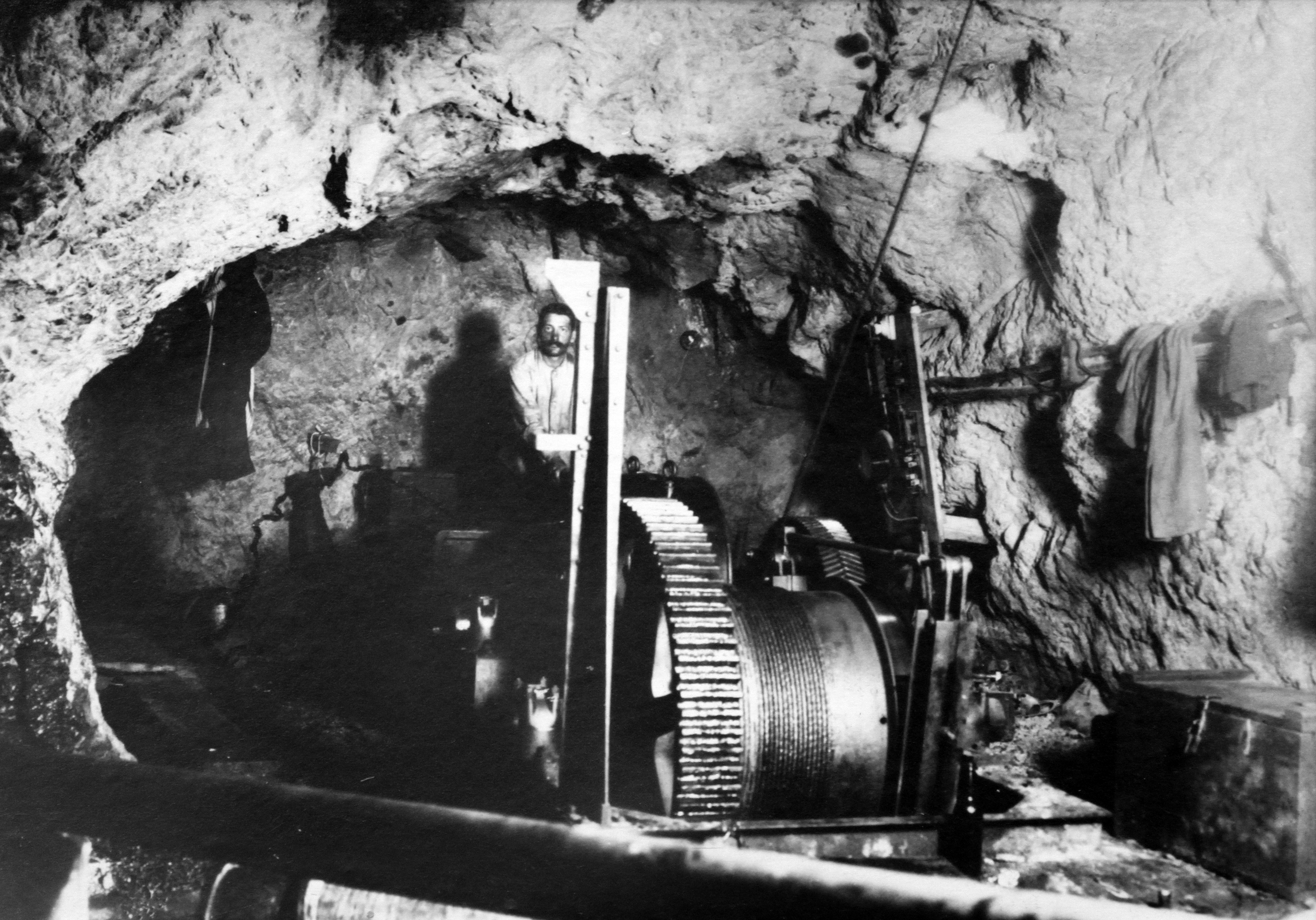
Hornstatt in der Tsumeb Mine, Deutsch-Südwestafrika, um 1910

Hornstatt, Hornstätte, Hofstatt oder Püttenstatt wird im Bergbau der untertägige, um den  Haspel herum ausgehauene Raum genannt.

## Namensherkunft
Der Name leitet sich von der alten Bezeichnung Horn oder Haspelhorn für die Griffe des Haspels ab. Die Hornstatt ist in der ursprünglichen Bedeutung der für die freie Drehung der Haspelhörner geschaffene Raum, später wurde der Bereich auch zu dem Ort „wo die Bergleute miteinander plaudern“.

## Beschreibung
Im vorindustriellen Bergbau wurde mit abgesetzten Schächten von den tieferen Sohlen gefördert, denn die Förderhöhe eines Handhaspels betrug nur etwa 30–50 Meter. Die Schächte folgten in der Regel dem Einfallen des Ganges, sie waren tonnlägig. Die horizontalen Grubenbaue, wie Stollen oder Gezeugstrecken, wurden mit Schlägel und Eisen nur im Minimalprofil ausgehauen, welches nicht ausreichte, um einen Haspel einzubauen, an diesem vorbei Streckenförderung zu betreiben und Arbeitsraum für die Haspelknechte zur Verfügung zu stellen. Aus diesem Grunde wurde im Bereich des Haspels eine Weitung geschaffen, die Hornstatt.
Die Begriffe werden bis heute für ausgehauene Bereiche mit gleicher oder ähnlicher Funktion verwendet. Die österreichische Allgemeine Bergpolizeiverordnung legt in § 39 (2) fest, dass Arbeiter in überflutungsgefährdeten Sinkwerken von der „Püttenstatt“ aus mit einem Seil zu sichern sind. In § 68 (1) heißt es: „Haspelräume und Bremsstätten (Hornstätten) müssen so geräumig sein, daß die Haspel und Bremsen unbehindert und gefahrlos bedient werden können“.